# Pulverturm (Otjimbingwe)
Der Pulverturm in Otjimbingwe ist ein Pulverturm in Otjimbingwe in der Region Erongo in Namibia. Dieser ist seit dem 3. Oktober 1950 ein Nationales Denkmal Namibias.
Dieser kleine Turm wurde 1872 aus Steinen errichtet und diente als Aufbewahrungsort von Schießpulver und Nahrungsmitteln. Er fand auch Nutzen als Fort bei zahlreichen Angriffen. Es handelt sich um eines der ältesten westlichen Bauwerke im heutigen Namibia.